# Emil Nalborczyk
Emil Nalborczyk (ur. 18 września 1932 w Andrychowie, zm. 20 marca 2006 w Warszawie) – fizjolog roślin, profesor zwyczajny w Szkole Głównej Gospodarstwa Wiejskiego. Doktor honoris causa Uniwersytetu Warmińsko-Mazurskiego w Olsztynie w 2002 r.
Od 1980 profesor. W latach 1984–1989 był przewodniczącym Komitetu Fizjologii, Genetyki i Hodowli Roślin PAN. Współpracował również z Instytutem Fizjologii Roślin PAN, należał do Rady Naukowej Ogrodu Botanicznego – Centrum Zachowania Różnorodności Biologicznej PAN w Powsinie. Od 2003 r. był wiceprezesem Polskiej Akademii Nauk.
Był honorowym członkiem International Institute of Tropical Agriculture, członkiem korespondentem niemieckiego towarzystwa hodowli roślin Gesellschaft für Pflanzenbauwissenschaften, członkiem European Amaranth Association oraz International Lupin Asscociation. W latach 2000–2002 przewodniczył Polskiemu Komitetowi Narodowemu ds. Współpracy z Międzynarodowym Programem „Zmiany Globalne Geosfery i Biosfery”.
Sprowadził do Polski z Chile uprawne odmiany amarantusa.
Profesor Emil Nalborczyk był promotorem 21 przewodów doktorskich i 110 prac magisterskich (jego doktorantami i magistrantami byli również obcokrajowcy, m.in. z Brazylii, Niemiec, Syrii). Sześciu spośród jego doktorantów zostało profesorami, także w USA, Niemczech i Norwegii.
Pod jego auspicjami w październiku 1999 r. odbyły się w Pałacu Kultury i Nauki w Warszawie pierwsze warsztaty dla redaktorów anglojęzycznych czasopism naukowych (Workshop in Scientific Communication), prowadzone przez panią prof. Elisabeth Heseltine z Europejskiego Stowarzyszenia Redaktorów Naukowych (European Association of Science Editors). Dzięki wsparciu prof. Nalborczyka, opublikowano później poradnik dla redaktorów i autorów, pt. „Scientific Communication – czyli jak pisać i prezentować prace naukowe” (zredagowany przez Walerię Młyniec i Sylwię Ufnalską).
Za zasługi dla nauki odznaczony Krzyżem Kawalerskim, Oficerskim i Komandorskim (2003) Orderu Odrodzenia Polski.
W 2004 został odznaczony rosyjskim Orderem Honoru.